# Eremochelis albaventralis
Espèce
Eremochelis albaventralis est une espèce de solifuges de la famille des Eremobatidae.

## Distribution
Cette espèce est endémique de l'État de Mexico au Mexique,. Elle se rencontre vers Juchitepec.

## Description
Le mâle holotype mesure 14 mm.

## Publication originale
- Brookhart & Cushing, 2005 : Three new species of Solifugae from North America and a description of the female of Branchia brevis (Arachnida, Solifugae). Journal of Arachnology, vol. 33, no 3, p. 719-725 (texte intégral).